# Campeonato Uruguayo de Primera División 1975
El Campeonato Uruguayo 1975 fue el septuágesimo primer torneo de primera división del fútbol uruguayo, correspondiente al año 1975. Compitieron 12 equipos, los cuales se enfrentaron en sistema de todos contra todos a dos ruedas. El campeón fue el Club Atlético Peñarol de manera invicta.

## Posiciones
| Pos. | Equipo               | Pts. | PJ | PG | PE | PP | GF | GC | Dif. |
| ---- | -------------------- | ---- | -- | -- | -- | -- | -- | -- | ---- |
| 1°   | Peñarol              | 38   | 22 | 16 | 6  | 0  | 59 | 22 | +37  |
| 2°   | Nacional             | 29   | 22 | 12 | 5  | 5  | 44 | 23 | +21  |
| 3°   | Liverpool            | 28   | 22 | 11 | 6  | 5  | 36 | 21 | +15  |
| 4°   | River Plate          | 24   | 22 | 8  | 8  | 6  | 27 | 32 | -5   |
| 5°   | Huracán Buceo        | 22   | 22 | 10 | 2  | 10 | 27 | 34 | -7   |
| 6°   | Cerro                | 21   | 22 | 8  | 5  | 9  | 28 | 35 | -7   |
| 7°   | Danubio              | 20   | 22 | 7  | 6  | 9  | 32 | 31 | +1   |
| 8°   | Montevideo Wanderers | 19   | 22 | 7  | 5  | 10 | 30 | 30 | 0    |
| 9°   | Defensor             | 18   | 22 | 6  | 6  | 10 | 30 | 37 | -7   |
| 10°  | Rentistas            | 16   | 22 | 5  | 6  | 11 | 35 | 50 | -15  |
| 11°  | Racing               | 16   | 22 | 7  | 2  | 13 | 33 | 48 | -15  |
| 12°  | Fénix                | 13   | 22 | 4  | 5  | 13 | 24 | 42 | -18  |

|  | Campeón Uruguayo y clasifica a la Copa Libertadores. |
|  | Clasifica a la Copa Libertadores.                    |
|  | Desciende a la Segunda División.                     |

|                                                   |
| Bandera de Uruguay                                |
| Campeón Uruguayo 1975 Peñarol 32.do título de AUF |

## Clasificación a torneos continentales

### Liguilla Pre-Libertadores
| Pos. | Equipo        | Pts. | PJ | PG | PE | PP | GF | GC | Dif. |
| ---- | ------------- | ---- | -- | -- | -- | -- | -- | -- | ---- |
| 1°   | Peñarol       | 9    | 5  | 4  | 1  | 0  | 15 | 3  | 12   |
| 2°   | Danubio       | 7    | 5  | 2  | 3  | 0  | 11 | 6  | 5    |
| 3°   | Huracán Buceo | 6    | 5  | 2  | 2  | 1  | 12 | 10 | 2    |
| 4°   | Nacional      | 6    | 5  | 2  | 2  | 1  | 7  | 8  | -1   |
| 5°   | River Plate   | 2    | 5  | 1  | 0  | 4  | 4  | 8  | -4   |
| 6°   | Liverpool     | 0    | 5  | 0  | 0  | 5  | 4  | 18 | -14  |

|  | Clasifica a la Copa Libertadores 1976. |

| Uruguay                                   |
| Campeón Liguilla 1975 Peñarol 2.do título |

#### Desempate por el segundo clasificado a la Copa Libertadores
|  | Nacional | 3:1 | Danubio |  |  |

### Equipos clasificados

#### Copa Libertadores 1976
|   | Equipo   | Clasificación como       |
| - | -------- | ------------------------ |
| 1 | Peñarol  | Campeón Liguilla 1975    |
| 2 | Nacional | Subcampeón Liguilla 1975 |